# Eleonora Giorgi (Schauspielerin)

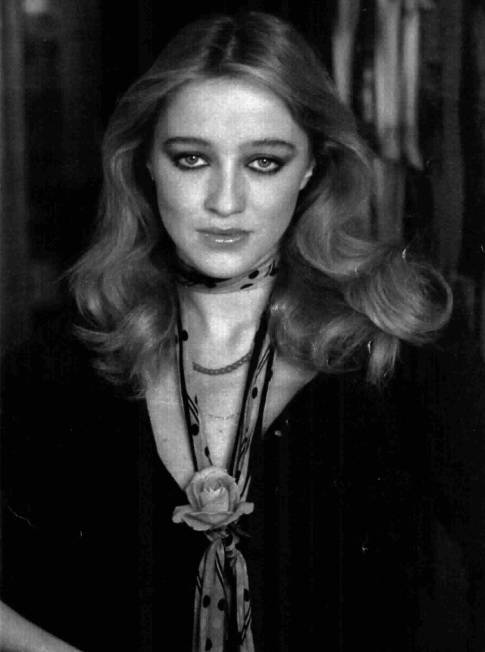
Eleonora Giorgi (1975)

Eleonora Giorgi (* 21. Oktober 1953 in Rom; † 3. März 2025 ebenda) war eine italienische Schauspielerin.

## Leben
Giorgi wurde zu Beginn der 1970er Jahre nach Anfängen in kleinen Rollen ohne Ansprüche, in denen sie nur als hübsche Staffage eingesetzt wurde, in Filmen mit erotischem Einschlag in größeren Parts besetzt. Ende der 1970er Jahre gelang ihr der Sprung ins Charakterfach, wobei sie neben Kriminalfilmen auch in Komödien zu sehen war. Mitte der 1980er Jahre wechselte sie zum Fernsehen und feierte 2003 ihr Debüt als Regisseurin. Auch für das Radio war sie gelegentlich aktiv.
Giorgi war 1974 im Playboy zu sehen. Von 1979 bis 1984 war sie mit dem Filmunternehmer Angelo Rizzoli junior (1943–2013) verheiratet. Aus der Ehe ging ein Sohn (* 1980) hervor. Später führte Giorgi eine dreizehnjährige Beziehung und zeitweilig auch Ehe mit dem Schauspieler Massimo Ciavarro, mit dem sie 1991 einen weiteren Sohn bekam. Sie trennten sich 1996. Anschließend war Giorgi bis 2007 mit dem Schriftsteller Andrea De Carlo liiert, der ihr drei Bücher widmete.
1982 gewann Giorgi einen David di Donatello, ein Nastro d’Argento sowie den Preis des Montréal Film Festivals als beste Schauspielerin für ihre Darstellung in Borotalco; 1996 erhielt sie den François Truffaut Award des Giffoni Film Festivals.
2025 starb Eleonora Giorgi, nachdem zwei Jahre zuvor bei ihr Bauchspeicheldrüsenkrebs diagnostiziert worden war.

## Filmografie
- 1971: Der schwarze Leib der Tarantel (La tarantola dal ventre nero)
- 1972: Fellinis Roma (Roma)
- 1973: Alle für einen – Prügel für alle (Tutti per uno … botte per tutti)
- 1973: Der Nonnenspiegel (Storia di una monaca di clausura)
- 1973: Number One
- 1974: Alla mia cara mamma nel giorno del suo compleanno
- 1974: Appassionata – Erstes Verlangen (Appassionata)
- 1974: Il bacio
- 1974: La sbandata
- 1975: Die Sexmaschine (Conviene far bene l’amore)
- 1976: Action Winners (L’ultima volta)
- 1976: Agnes geht in den Tod (L’Agnese va a morire)
- 1976: Bewaffnet und gefährlich (Liberi armati pericolosi)
- 1976: Warum bellt Herr Bobikow? (Cuore di cane)
- 1977: Castigo (Fernseh-Miniserie)
- 1977: Ich war ihm hörig (Disposta a tutto)
- 1977: Una spirale di nebbia
- 1978: Ça fait tilt
- 1978: Non sparate sui bambini
- 1978: Rallye des Todes (6.000 km di paura)
- 1978: Suggestionata
- 1979: Ein Mann auf den Knien (Un uomo in ginocchio)
- 1979: Der Millionenfinger (Mani di velluto)
- 1979: Vergiß Venedig (Dimenticare Venezia)
- 1980: Horror Infernal (Inferno)
- 1980: Meine Frau ist eine Hexe (Mia moglie è una strega)
- 1981: Die nackte Frau (Nudo di donna)
- 1982: Borotalco
- 1982: Jenseits der Schwelle (Oltre la porta)
- 1982: Wer hat dem Affen den Zucker geklaut? (Grand Hotel Excelsior)
- 1983: Magic Touch (Mani di fata)
- 1983: Sapore di mare 2 – Un anno dopo
- 1984: Ein Mann sieht klar (Vediamoci chiaro)
- 1984: Notti e nebbie (Fernsehfilm)
- 1985: Yesterday – vacanze al mare (Fernseh-Miniserie)
- 1986: Atto d’amore (Fernsehfilm)
- 1986: Giovanni Senzapensieri
- 1987: Die Verschwendung (Lo scialo) (Fernseh-Miniserie)
- 1988: Festa di capodanno (Fernseh-Miniserie, 2 Folgen)
- 1988: Schulkameraden (Compagni di scuola)
- 1988: Il volpone
- 1996: Liebe findet ihren Weg (Addio e ritorno) (Fernsehfilm)
- 1996: Mamma, mi si è depresso papà (Fernsehfilm)
- 1996: Tod einer Hexe (Morte di una strega) (Fernsehfilm)
- 1996: Uno di noi (Fernseh-Miniserie)
- 2002: Lo zio d’America (Fernsehserie, 8 Folgen)
- 2006: Lo zio d’America 2 (Fernsehserie, 3 Folgen)
- 2007: Provaci ancora prof! (Fernsehserie, 1 Folge)
- 2007: SoloMetro
- 2016: Attesa e cambiamenti
- 2016: Don Matteo (Fernsehserie, 1 Folge)
- 2016: La mia famiglia a soqquadro
- 2016: My Father Jack